# Tegernseer Gebräuche
Die Tegernseer Gebräuche mit der offiziellen Bezeichnung Gebräuche im Handel mit Holz und Holzprodukten in Deutschland sind kodifizierte, d. h. schriftlich niedergelegte Handelsbräuche i. S. d. § 346 HGB. Sie wurden erstmals 1950 von Verbänden der Holzwirtschaft zusammengestellt. Ihren Namen haben sie vom damaligen Tagungsort am Tegernsee, an dem die Gebräuchekommission ihre Arbeit abgeschlossen hatte und die finale Fassung von Repräsentanten der beteiligten Wirtschaftsverbände unterzeichnet wurde.
Eine Neufassung der Tegernseer Gebräuche wurde 2023 veröffentlicht und ersetzt die Fassung aus dem Jahr 1985. Federführende Verbände der Neufeststellung 2023 waren der Deutsche Säge- und Holzindustrie Bundesverband (DeSH) und der Gesamtverband Deutscher Holzhandel (GD Holz), beides Vereine mit Sitz in Berlin. Der GD Holz verfügt zudem über ein umfangreiches Archiv mit Protokollen der Gebräuchekommission und über die laufende Rechtsprechung (Urteile) zu den Tegernseer Gebräuchen.
Die Holzwirtschaft ist in Deutschland eine der wenigen Branchen, die über ein kodifiziertes, also niedergeschriebenes, Brauchtum verfügt. Der Grund für die Vielzahl von Gebräuchen im Holzhandel liegt hauptsächlich in den spezifischen Eigenschaften des natürlich gewachsenen Bau-, Roh- und Werkstoffes Holz begründet. Ein vergleichbares und ebenfalls kodifiziertes Brauchtum gibt es in Österreich mit den Österreichischen Holzhandelsusancen 2006.
Die Tegernseer Gebräuche gelten – so der Anwendungsbereich des Dokuments – im inländischen Handel mit Holz und Holzprodukten. Allerdings gelten sie nicht zwischen der Forstwirtschaft – also dem Waldbesitz – und ihren Abnehmern.

## Geschichte
Vorläufer der Tegernseer Gebräuche waren regionale und sortimentsspezifische Handelsbräuche wie zum Beispiel die Gebräuche im südwestdeutschen Holzhandelsverkehr (1922), Lieferbedingungen und Gebräuche des bayerischen Holzhandelsverkehrs (1926), Lieferbedingungen und Gebräuche im südwestdeutschen und rheinisch-westfälischen Holzhandelsverkehr (1935) oder Gebräuche im rheinisch-westfälischen Grubenholz-Handelsverkehr (1930), mitteldeutsche Gebräuche für den Verkehr mit Holz (1924) und ostdeutsche Handelsgebräuche für Laubhölzer (1936). Die Holzmarktordnung im Zeitraum 1933 bis 1952 hatte den freien Warenverkehr mit Holz und Holzprodukten durch staatlich regulierte Preise und Bezugsscheine teilweise außer Kraft gesetzt. Nach 1945 nutzte die Holzwirtschaft die Chancen des Neuanfangs, die verschiedenen Gebräuche zu harmonisieren.

## Inhalt der Tegernseer Gebräuche
Die Tegernseer Gebräuche enthalten im 1. Teil – Rechtliche Bestimmungen – allgemeine Regeln zum Geschäftsverkehr, wie zum Beispiel Angebot, Rechnungsstellung und Zahlungsweise, Erfüllungsort/Gerichtsstand, Regelungen zur Mängelrüge und andere.
Im 2. Teil – Produktspezifische Bestimmungen – sind Anforderungen zu finden, die jeweils für die Sortimente Nadelschnittholz, Laubschnittholz und Furniere gelten, so zum Beispiel zu Maßhaltigkeit, Holzfeuchte oder Vermessung. In der Vorgängerversion 1985 getroffene Regelungen zu Grubenholz und Holzwerkstoffen sind in der Fassung 2023 nicht mehr vorhanden.
In Anhang A des Dokuments werden handelsübliche Güteklassen für Nadelschnittholz definiert. Bestandteil der Tegernseer Gebräuche sind weiterhin die Gebräuche für die Vermittlung von Geschäften im Handel mit Holz und Holzprodukten in Deutschland, die sogenannten Maklergebräuche in Anhang B. Der Anhang C zu Warengruppen im Handel mit Holz und Holzprodukten in Deutschland und ein Glossar in Anhang D vervollständigen das Dokument.
Bei der Überarbeitung des Anhangs A mit handelsüblichen Güteklassen für Nadelschnittholz wurde der Hinweis ergänzt, dass Nadelschnittholz für spezielle Verwendungszwecke anderweitig (z. B. in europäischen oder nationalen Normen) geregelt sein kann und entsprechende Anforderungen zwischen den Vertragsparteien zu vereinbaren sind. Grund hierfür ist, dass Güteklassen und Holzsortierung teilweise durch DIN-Normen und EN-Normen ergänzt wurden. Dieser Anpassung wurde mit genanntem Hinweis Rechnung getragen. Spezielle Verwendungszwecke sind z. B. Festigkeit und Feuchte bei Bauschnittholz.

## Rechtliche Bedeutung
Rechtliche Wirkung entfalten die Tegernseer Gebräuche über das Handelsgesetzbuch nach § 346 HGB (Handelsbräuche): „Unter Kaufleuten ist in Ansehung der Bedeutung und Wirkung von Handlungen und Unterlassungen auf die im Handelsverkehr geltenden Gewohnheiten und Gebräuche Rücksicht zu nehmen.“ Die Gültigkeit der Tegernseer Gebräuche als Handelsbrauch unter Kaufleuten ist durch höchstrichterliche Rechtsprechung bestätigt (BGH, Urteil vom 23. April 1986 - Az. IVa ZR 209/84 -, Betriebs-Berater 1986, 1395). Die Tegernseer Gebräuche gelten also nicht nur im Holzhandel oder zwischen Sägeindustrie und Handel, sondern sie gelten unter Kaufleuten, d. h. all denen, die gewerbsmäßig Holz kaufen und verkaufen. Als Handelsbrauch müssen sie nicht eigens vereinbart werden, vielmehr muss im Einzelfall vereinbart werden, dass sie nicht gelten sollen. Handelsbräuche gelten normativ, ein Kaufmann kann sich also nicht darauf berufen, sie nicht gekannt zu haben.
Auch in den ostdeutschen Bundesländern haben die Tegernseer Gebräuche nach der deutschen Wiedervereinigung schnell (wieder) Geltung erlangt. Dies bestätigen Urteile des Landgerichts Leipzig (Az. 05 HKO 3294/96 und 01 HKO 8424/97) und der Oberlandesgerichte Thüringen (Az. 1 U 541/02) und Dresden (Az. 2 U 1863/95).

## Bedeutung in der Praxis (Beispiele)

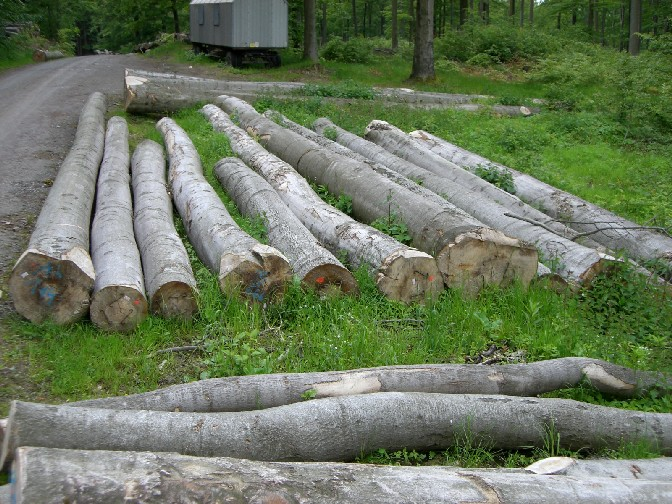
Die Tegernseer Gebräuche gelten auch im Handel mit Rundholz, allerdings nicht zwischen der Forstwirtschaft (Waldbesitz) und ihren Abnehmern.

Das Handelsgesetzbuch verlangt Eingangsuntersuchung und ggf. unverzügliche Mängelrüge erhaltener Ware. Die Tegernseer Gebräuche (TG) konkretisieren die allgemeinen Regeln des Handelsgesetzbuches in Abschnitt 1.4.2 der Gebräuche dahingehend, dass erhaltene Ware unverzüglich, spätestens aber innerhalb von 14 Kalendertagen, gerügt werden muss. Eine im Werkstoff Holz begründete, weitere Regelung ist, dass Verfärbungen bei frischer (ungetrockneter) Ware spätestens innerhalb von sieben Kalendertagen gerügt werden müssen. Ferner legen die Tegernseer Gebräuche formelle Anforderungen an die Mängelrüge fest: Es muss in Schriftform gerügt werden, die Mängel müssen genau angegeben und der Lagerort genannt werden. Auch gilt ein sogenanntes Verfügungsverbot über die reklamierte Ware: über sie darf nicht verfügt werden, d. h., sie darf nicht vom Lagerort entfernt, weiterverkauft oder weiterverarbeitet werden, bis eine Einigung erzielt ist.

## Holzsortimente und Klassifizierung
Die von den Tegernseer Gebräuchen erfassten Holzsortimente erstrecken sich – was die rechtlichen Bestimmungen des 1. Teils betrifft – auf die im Anhang C aufgeführten Warengruppen, insbesondere Rundholz, Schnittholz, Holzwerkstoffe, wie Span-, Faser- oder Sperrholzplatten und weitere Holzprodukte.
Unter weiteren Holzprodukten werden Produktgruppen wie Hobelware, Furniere, und im Sinne des Brauchtums jüngere Produktgruppen wie Ausbauprodukte darunter Paneele, Parkett- und Laminatfußböden, Bauelemente und Holz-im-Garten-Produkte subsumiert.